# マイケル・ラングドン
マイケル・ラングドン（Michael Langdon, 1920年11月12日 - 1991年3月12日）は、イギリスのバス歌手。
ウルヴァーハンプトンの生まれ。1948年からコヴェントガーデン王立歌劇場にコーラス要員として参加し、1950年にマンチェスターでアーサー・ブリスの《オリュンポスの神々》の夜警役として独唱者の立場で初舞台を踏んだ。1951年にベンジャミン・ブリテンの《ビリー・バッド》のコヴェントガーデン王立歌劇場での初演でラトクリフ中尉役を務め、1955年のブリテンの《グロリアーナ》の初演にもノリッジの判事役で出演した。1985年に歌手活動を引退。
ホヴにて死去。